# Aloe morijensis
Aloe morijensis är en grästrädsväxtart som beskrevs av Susan Carter och Brandham. Aloe morijensis ingår i släktet Aloe och familjen grästrädsväxter. Inga underarter finns listade i Catalogue of Life.